# Havstapetserarbi
Havstapetserarbi (Megachile leachella) är en art i överfamiljen bin och familjen buksamlarbin.

## Beskrivning
Ett litet, kompakt byggt tapetserarbi med ljust gråbrun päls och vita bakkanter på tergiterna (bakkroppssegmenten) 2 till 5, medan sista tergiten är helt klädd med vit, tätliggande päls. På buken har honan ett fält med vita hår, som används för att samla pollen. Hanens ögon är ljusgröna. Längden uppgår till mellan 7 och 9 mm.

## Ekologi
Arten lever främst vid sanddyner och sandfält nära kusten, speciellt i norra delen av sitt utbredningsområde. Den kan på sina håll även förekomma på sandiga områden i inlandet, längs sandiga flodstränder och i sandtag.
Havstapetserarbiet flyger mellan juni och augusti. Det hämtar nektar främst från ärtväxter, speciellt käringtand, men kan även besöka växter som timjan, gamandrar, fibblor, blåstjärnor, björnbär, röd hundrova, morot, revfingerört, sprängört, blodnäva, stånds, martorn, blåmunkar, engelsk fetknopp och blåeld. Som pollenkällor utnyttjas växter i familjerna ärtväxter, fetbladsväxter och kransblommiga växter.

### Fortplantning
Honan gräver vanligen bon i finkornig men fast sand, i form av en ingång som går nästan rakt ner till fuktigare mark på 5 till 8 cm djup, där den övergår till en horisontell gång på mellan 5 och 25 cm. Även ihåliga föremål som stjälkar och liknande kan användas. I slutet av bogången anläggs en eller flera (upptill omkring 15) celler, fodrade med avbitna blad och försedda med ett matförråd i form av pollen. Larven övervintrar som passiv vilolarv, och förpuppar sig på våren. Boparasier är ängskägelbi, kilbi, samt i Tyskland och på Kanalöarna kägelbiet Coelioxys afra.

## Utbredning
Havstapetserarbiet finns från Nordafrika i söder och Centralasien i öster till södra England och Wales, Mellaneuropa, Danmark, Sverige och norra Estland. I Skandinavien saknas den i Finland och Norge. Den nuvarande, svenska utbredningen omfattar Skånes kuster, Halland, Bohuslän och norra Öland. Tidigare fanns den även i det skånska inlandet, Blekinge (där den senast sågs 1958), hela Öland (senast sedd 1974) och östra Småland (försvunnen 1933). Den var rödlistad som nära hotad ("NT") fram till och med undersökningen 2015, men restaureringsarbeten i Halland har medfört att arten åter har ökat, och 2020 klassificerades den som livskraftig ("LC").

## Taxonomi
Artens vetenskapliga namn ändrades 2011 till Megachile dorsalis på grund av att det tidigare namnet ansågs vara ett nomen nudum (det vill säga auktorns, Curtis', beskrivning sågs som otillräcklig), men det beslutet förefaller åter ha reviderats.